# Ichirō Matsui
Pour les articles homonymes, voir Matsui.
Ichirō Matsui (松井 一郎, Matsui Ichirō), né le 31 janvier 1964 à Yao, est un homme politique japonais. Proche allié de Tōru Hashimoto, il occupe le poste de secrétaire général au sein des différents partis lancés ou cofondés par celui-ci dans la première moitié des années 2010 avant de prendre en décembre 2015 la tête du dernier d'entre eux, le Parti japonais de l'innovation (日本維新の会, Nippon ishin no kai), qu'il dirige jusqu'à l'été 2022. Gouverneur de la préfecture d'Osaka de 2011 à 2019 puis maire de la ville d'Osaka elle-même de 2019 à 2023, il se retire ensuite de la vie politique.

## Biographie

### Jeunesse et débuts en politique
Fils de Yoshio Matsui, ancien président de l'Assemblée préfectorale d'Osaka, Ichirō Matsui est né le 31 janvier 1964 dans la préfecture d'Osaka. Il est diplômé de l'Institut de technologie de Fukuoka. Il travaille comme secrétaire de son père et devient directeur général délégué de l'entreprise Daitsū Bussan en 1989.
Il est élu membre de l'Assemblée préfectorale d'Osaka pour la première fois en 2003. Au sein de cette assemblée, il préside en 2007 le groupe de recherche sur les politiques publiques du Parti libéral-démocrate (PLD). 

### Association avec Tōru Hashimoto
En 2010, il rejoint le nouveau parti régional dirigé par le gouverneur de la préfecture Tōru Hashimoto, l'Association pour la restauration d'Osaka (ARO), où il exerce la fonction de secrétaire général. En 2011, à l'occasion d'élections gouvernorales et municipales conjointes marquées par un taux de participation record, Matsui est élu gouverneur de la préfecture d'Osaka, succédant à Hashimoto, tandis que ce dernier prend la mairie d'Osaka. En septembre 2012, Matsui devient secrétaire général de la branche nationale de l'ARO, l'Association pour la restauration du Japon (ARJ), nouvellement formée par Hashimoto en vue des élections législatives de décembre,. En septembre 2014, l'ARJ et le Parti de l'unité fusionnent pour former le Parti de l'innovation (Ishin no tō), codirigé par Hashimoto et Kenji Eda (ja). Le poste de secrétaire général de la nouvelle organisation échoit à Matsui.
Cependant, en août 2015, Matsui et Hashimoto annoncent quitter le Parti de l'innovation sur fond de désaccord interne au sujet de la stratégie à adopter vis-à-vis du gouvernement de Shinzō Abe : tandis que les membres du parti basés à Tokyo préfèrent rester dans l'opposition, ceux d'Osaka n'excluent pas de coopérer avec la coalition au pouvoir. Début octobre, suivis par une douzaine de membres de la Diète ayant eux aussi quitté le Parti de l'innovation, Matsui et Hashimoto fondent leur propre parti national, Initiatives d'Osaka (おおさか維新の会, Ōsaka ishin no kai), qu'ils différencient de l'ARO, qui s'appelle également en japonais Ōsaka ishin no kai (大阪維新の会), en écrivant « Ōsaka » en hiragana (おおさか) plutôt qu'avec des kanjis (大阪),. En novembre, Matsui est réélu gouverneur de la préfecture d'Osaka avec plus de deux millions de voix, soit 64 % des votes exprimés, en même temps qu'un autre membre de son parti et successeur désigné de Hashimoto, Hirofumi Yoshimura, remporte les élections municipales d'Osaka,. 

### Chef du Parti japonais de l'innovation
En décembre 2015, Matsui remplace Hashimoto à la tête d'Initiatives d'Osaka et se voit adjoindre Toranosuke Katayama, membre de la Chambre des conseillers, comme co-président. Le mouvement change de nom en août 2016 pour devenir le Parti japonais de l'innovation (Nippon ishin no kai).
En mars 2019, Matsui et Yoshimura présentent simultanément leur démission et se portent chacun candidat au poste de l'autre en vue d'une nouvelle double élection municipale et gouvernorale en avril. Les deux hommes espèrent ainsi faire avancer leur projet de métropole d'Osaka. Le double scrutin a lieu le 7 avril : Matsui est élu maire d'Osaka et Yoshimura gouverneur face à leurs adversaires respectifs, Akira Yanagimoto (ja) et Tadakazu Konishi, soutenus par le PLD et le Kōmeitō. Cependant, en novembre 2020, après la victoire du non au second référendum sur le projet de métropole d'Osaka, défendu par Matsui, celui-ci fait savoir son intention de se retirer de la vie politique à l'expiration de son mandat de maire en avril 2023.
Néanmoins, en novembre 2021, après que Nippon Ishin a presque multiplié le nombre de ses représentants par quatre lors des élections législatives d'octobre 2021, Matsui est provisoirement reconduit dans ses fonctions de président du parti et nomme Nobuyuki Baba, jusque-là secrétaire général, co-président en remplacement de Katayama, démissionnaire,. Moins d'un an plus tard, en août 2022, Baba est élu président du mouvement à une large majorité avec le soutien de Matsui et prend sa suite.

## Résultats électoraux

### Élections gouvernorales
| Année | Parti     | Parti | Préfecture | Voix      | %     | Rang | Issue |
| ----- | --------- | ----- | ---------- | --------- | ----- | ---- | ----- |
| 2011  |           | ARO   | Osaka      | 2 006 200 | 54,73 | 1er  | Élu   |
| 2015  | 2 025 387 | ARO   | Osaka      | 64,07     |       | 1er  | Élu   |

### Élections municipales
| Année | Parti | Parti | Municipalité | Voix    | %     | Rang | Issue |
| ----- | ----- | ----- | ------------ | ------- | ----- | ---- | ----- |
| 2019  |       | ARO   | Osaka        | 660 819 | 58,11 | 1er  | Élu   |